# Cheiloneurus elegans
Cheiloneurus elegans är en stekelart som först beskrevs av Johan Wilhelm Dalman 1820.  Cheiloneurus elegans ingår i släktet Cheiloneurus och familjen sköldlussteklar. Arten är reproducerande i Sverige. Inga underarter finns listade i Catalogue of Life.